# Interporto di Rovigo

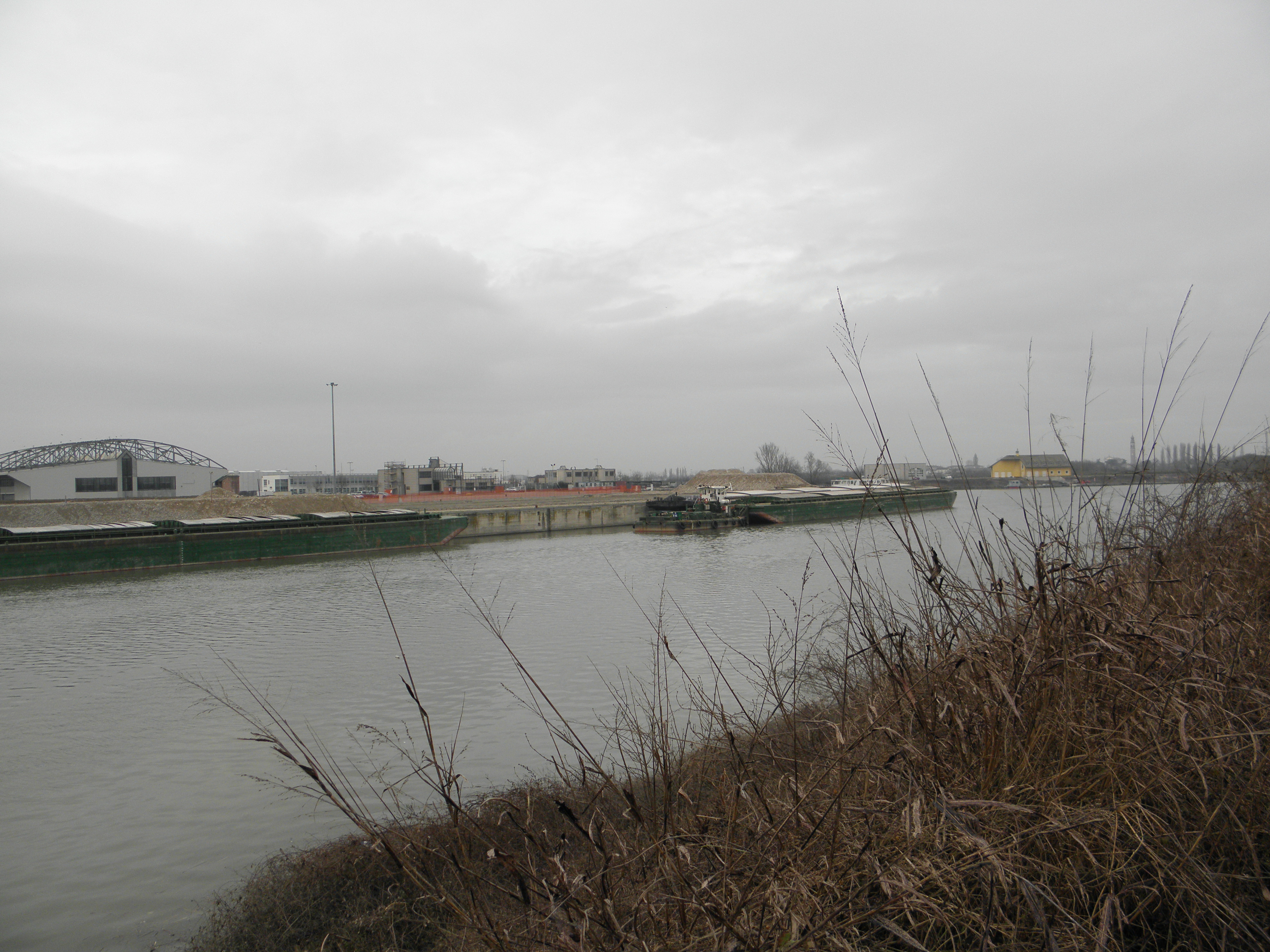
L'interporto di Rovigo, struttura fluviale.

L'Interporto di Rovigo è una struttura di scambio per trasporti intermodali ubicata nell'area di Borsea, nella parte sud est del capoluogo polesano
Collegato tramite l'idrovia Fissero-Tartaro-Canalbianco-Po di Levante con il mare Adriatico e, via terra, su rotaia alla stazione ferroviaria di Rovigo e su gomma con l'Autostrada A13 (sull'asse Nord-Sud) e la Strada statale 434 Transpolesana (verso ovest), si prefigge di fornire un'alternativa ai canali di trasporto tradizionali integrando ai vettori stradale e ferroviario quello fluvio-marittimo, anche in funzione del trasporto di strutture di grandi dimensioni.